# Modlisch
Modlisch ist eine Ortschaft und als Modlitsch eine Katastralgemeinde der Gemeinde Schwarzenau im Bezirk Zwettl in Niederösterreich.

## Geschichte
Laut Adressbuch von Österreich waren im Jahr 1938 in Modlisch eine Mühle samt Sägewerk und einige Landwirte ansässig.

## Siedlungsentwicklung
Zum Jahreswechsel 1979/1980 befanden sich in der Katastralgemeinde Modlitsch insgesamt 15 Bauflächen mit 11.850 m² und 14 Gärten auf 7.929 m², 1989/1990 gab es 16 Bauflächen. 1999/2000 war die Zahl der Bauflächen auf 45 angewachsen und 2009/2010 bestanden 20 Gebäude auf 46 Bauflächen.

## Bodennutzung
Die Katastralgemeinde ist landwirtschaftlich geprägt. 118 Hektar wurden zum Jahreswechsel 1979/1980 landwirtschaftlich genutzt und 30 Hektar waren forstwirtschaftlich geführte Waldflächen. 1999/2000 wurde auf 114 Hektar Landwirtschaft betrieben und 34 Hektar waren als forstwirtschaftlich genutzte Flächen ausgewiesen. Ende 2018 waren 108 Hektar als landwirtschaftliche Flächen genutzt und Forstwirtschaft wurde auf 34 Hektar betrieben. Die durchschnittliche Bodenklimazahl von Modlitsch beträgt 24,5 (Stand 2010).